# Grudios

Mapa de los pueblos galos.

Los grudios (en latín, Grudii) fueron un pueblo de la Galia (Galia Bélgica) según la geografía de los romanos, dependiente de los pujantes nervios (nervii).
Nos son conocidos por una mención de Julio César en sus Comentarios a la guerra de las Galias, en el libro III, 39.1, donde aparecen al lado de los ceutrones, los pleumoxios, los levacos y los geidumnos como «vasallos» de sus vecinos los nervios. Cuando resultan masacrados, mediante engaños, los soldados del campamento a cargo de Quinto Titurio Sabino y Lucio Aurunculeyo Cota, los nervios enviaron mensajeros a sus vasallos, y se cita a los grudios junto a los pueblos antedichos (ceutrones, pleumoxios, etc.) Con ellos se lanzan contra el campamento de César. El territorio que ocupaban se desconoce con exactitud, pero debía estar próximo al de los nervios.

## Wikisource
- Jules César, Commentaires sur la Guerre des Gaules, Libro V (en francés)

- Datos: Q629367